# Xylotrechus hampsoni
Xylotrechus hampsoni är en skalbaggsart som beskrevs av Charles Joseph Gahan 1890. Xylotrechus hampsoni ingår i släktet Xylotrechus och familjen långhorningar.
Artens utbredningsområde är:
- Laos.
- Myanmar.

Inga underarter finns listade i Catalogue of Life.